# This Is My Life (Anna Bergendahl)
This Is My Life è un singolo della cantante svedese Anna Bergendahl, pubblicato nel 2010. 
Con il brano, scritto da Bobby Ljunggren e Kristian Lagerström, la cantante ha vinto il Melodifestivalen 2010 conquistando il diritto di rappresentare la Svezia all'Eurovision Song Contest 2010, dove tuttavia non si è qualificata per la finale.

## Tracce
- Download digitale

1. This Is My Life – 3:01